# Ngô Thanh Vân

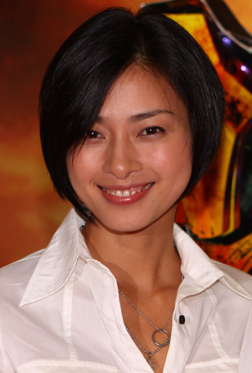
Ngô Thanh Vân (2009)

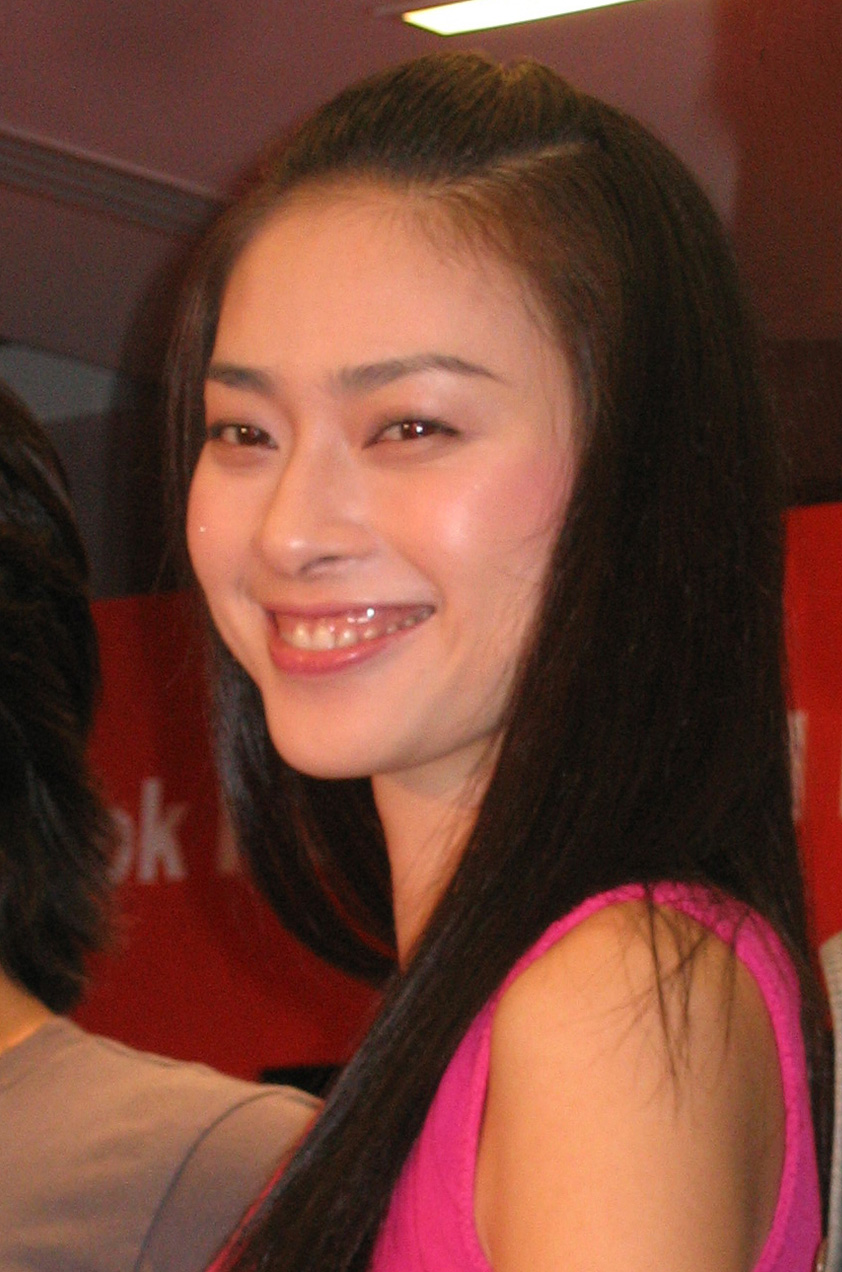
Ngô Thanh Vân (2007)

Ngô Thanh Vân, również Veronica Ngo i NTV (ur. 26 lutego 1979 w Trà Vinh) – wietnamska aktorka, piosenkarka i modelka.

## Życiorys
Urodziła się 26 lutego w mieście Trà Vinh w Wietnamie. Ma trzech starszych braci. W 1989 roku przeniosła się z matką do Norwegii, ale w 1999 roku wróciła do ojczyzny. Brała udział w konkursie piękności organizowanym przez magazyn Women's World, gdzie zajęła drugie miejsce. Po tym początkowym sukcesie rozpoczęła karierę modelki w Wietnamie jako modelka dla magazynów, kalendarzy i kolekcji mody.
W latach 2002–2008 nagrała kilka piosenek, które zajęły 8. i 10. miejsce na krajowych listach przebojów. W 2010 roku wzięła udział w pierwszym sezonie muzycznego reality show Dancing with the Stars (wiet. Bước nhảy hoàn vũ). W 2009 roku Ngo otworzyła agencję poszukiwania talentów o nazwie VAA.
W 2017 roku zagrała Paige Tico, starszą siostrę Rose Tico, w Gwiezdne wojny: Ostatni Jedi. W 2019 roku Ngô została wybrana do jury na Festiwal Filmów Azjatyckich w Nowym Jorku. W tym samym roku zagrała w wietnamskim filmie akcji Furia (wiet. Hai Phượng). Stał się najbardziej dochodowym filmem krajowym wszech czasów w Wietnamie.

## Życie prywatne
W marcu 2022 roku Ngô ogłosiła swoje zaręczyny z biznesmenem, o nazwisku Huy Trần. Ngô i Trần pobrali się 7 maja 2022 r. podczas ceremonii, która odbyła się w mieście Đà Nẵng.

## Filmografia

### Filmy
- Chuyện tình Sài Gòn (2006) – Tâm
- 2 trong 1 (2006) – Như Lan
- Ngôi Nhà Bí Ân (2007) – Trúc
- Dòng Máu Anh Hùng (2007) – Võ Thanh Thúy
- Zderzenie (Bẫy rồng, 2009) – Trinh / Phoenix
- Ngọc viễn đông (2011) – Siostra
- Ngôi nhà trong hẻm (2012) – Thảo
- Lửa Phật (2013) – Ánh
- Ngày nảy ngày nay (2015) – Đan Nương
- Tấm Cám: Chuyện chưa kể (2016) – Macocha
- Przyczajony tygrys, ukryty smok: Miecz przeznaczenia (2016) – Modliszka
- Bitcoin Heist (Siêu trộm, 2016) – Kỳ
- Bright (2017) – Tien
- Gwiezdne wojny: Ostatni Jedi (2017) – Paige Tico
- Cô Ba Sài Gòn (2017) – Thanh Mai
- Về quê ăn Tết (2018) – Đậu Xanh
- Furia (2019) – Hai Phượng
- The Old Guard (2020) – Quynh
- Pięciu braci (2020) – Hanoi Hannah
- Księżniczka (2022) – Linh
- Furie (2022) – Jacqueline
- Twórca (2023) – Kami

### Telewizja
- Huong De (2002)
- Rouge (2004)
- Cô Gái Xấu Xí (2007–2009)
- Bước nhảy hoàn vũ (2010)
- Nhà thiết kế thời trang Việt Nam (2013)

### Dyskografia
- Vuon Tinh Nhan (2002)
- The Gioi Tro Choi  (2003)
- Bi An Vang Trang (2004)
- Con Duong Em Di (2005)
- Heaven: The Virus Remix (2008)
- Nuoc Mat Thien Than (2008)